# Jimmy Greaves
James Peter Greaves MBE (20 tháng 2 năm 1940 – 19 tháng 9 năm 2021) là cầu thủ bóng đá người Anh chơi ở vị trí tiền đạo. Ông đứng thứ 4 trong danh sách các cầu thủ Anh ghi bàn quốc tế nhiều nhất (44 bàn), là cầu thủ ghi bàn nhiều nhất lịch sử câu lạc bộ Tottenham Hotspur (266 bàn), cầu thủ ghi nhiều bàn nhất trong lịch sử hạng đấu cao nhất của Anh (357 bàn) và cũng là người ghi nhiều hat-trick (ba) cho Đội tuyển Anh hơn bất cứ ai khác. Ông từng sáu lần giành danh hiệu "Vua phá lưới" của Giải Ngoại hạng. Greaves cũng là thành viên của Đại sảnh Danh vọng bóng đá Anh.
Greaves bắt đầu sự nghiệp chuyên nghiệp của mình tại Chelsea vào năm 1957 và chơi trận chung kết FA Youth Cup ngay mùa giải năm sau. Tại Chelsea, ông đã ghi được 124 bàn thắng chỉ trong bốn mùa, trước khi được bán cho A.C. Milan với giá 80.000 bảng vào tháng 4 năm 1961. Sau chỉ vỏn vẹn 10 lần ra sân tại Serie A, ông quay trở lại Anh đầu quân cho Tottenham Hotspur với mức phí 99.999 bảng vào tháng 12 năm 1961. Cùng với Spurs, Greaves vô địch Cúp FA mùa giải 1961–1962 và 1966–67, Siêu cúp Anh vào các năm năm 1962 và 1967, và đặc biệt Cúp các câu lạc bộ đoạt cúp bóng đá quốc gia châu Âu mùa giải 1962–63. Ông chưa từng vô địch Premier League cùng Spurs nhưng cũng giúp câu lạc bộ về đích ở vị trí thứ hai vào năm 1962. Tháng 3 năm 1970, Greaves chuyển đến West Ham United trong một cuộc trao đổi cầu thủ và tuyên bố giải nghệ vào năm sau. Sau bốn năm vắng bóng, ông trở lại với bóng đá ở các giải đấu nghiệp, mặc dù khi đó bản thân đã mắc chứng nghiện rượu. Những năm tiếp theo ông chơi cho các câu lạc bộ Brentwood, Chelmsford City, Barnet và Woodford Town trước khi chính thức nghỉ hưu vào năm 1980.
Greaves đã ghi 13 bàn trong 12 lần khoác áo U23 Anh và ghi 44 bàn trong 57 trận quốc tế của Đội tuyển Anh giai đoạn từ 1959 đến 1967. Ông cũng góp mặt tại Giải vô địch bóng đá thế giới 1962 và 1966 – giải đấu mà ông dính chấn thương ở vòng bảng và mất vị trí xuất phát vào tiền đạo Geoff Hurst, ngôi sao của trận chung kết. Cho dù Anh giành chức vô địch, tuy nhiên Greaves đã không được trao huy chương cho đến khi FIFA thay đổi luật lệ năm 2009. Ông cũng được gọi vào đội tuyển quốc gia về thứ ba tại Giải vô địch bóng đá châu Âu 1968, mặc dù không được ra sân bất cứ một phút nào.
Sau khi nghỉ hưu, Greaves tiếp tục có được sự nghiệp thành công trong vai trò bình luận viên truyền hình, đáng chú ý nhất chính là chương trình Saint and Greavsie thực hiện cùng với Ian St John từ năm 1985 đến năm 1992. Trong thời gian này, ông cũng xuất hiện thường xuyên trên TV-am. Ngoài ra, ông cũng tham gia vào một số chương trình thể thao khác trên ITV, bao gồm Sporting Triangles (1987–1990).

## Danh hiệu

### Câu lạc bộ
Chelsea
- FA Youth Cup á quân: 1957–58[4]

A.C. Milan
- Serie A: 1961–62[5]

Tottenham Hotspur
- FA Cup: 1961–62,[6] 1966–67[7]
- FA Charity Shield: 1962,[8] 1967 (đồng vô địch)[9]
- UEFA Cup Winners' Cup: 1962–63[10]
- Football League First Division á quân: 1962–63[11]

### Quốc tế
Đội tuyển Anh
- FIFA World Cup: 1966[12]
- British Home Championship (5): 1959–60 (đồng vô địch), 1960–61, 1963–64 (đồng vô địch), 1964–65, 1965–66; á quân (3): 1961–62, 1962–63, 1966–67[cần dẫn nguồn]